# Wingdings
Wingdings é uma fonte tipográfica criada pelos designers Kris Holmes e Charles Bigelow para Microsoft em 1990 com o nome oficial de Lucida Icons, Arrows, and Stars. Renomeada Wingdings em 1992, ela foi distribuída, no formato TrueType, em todas as edições do sistema operacional Windows a partir da versão 3.1.
Em lugar dos caracteres alfanuméricos tradicionais, Wingdings apresenta grupos de sinais gráficos, como setas, emoticons, pictogramas, formas geométricas, símbolos religiosos e do zodíaco e ornamentos tipográficos.
Juntamente a Wingdings, a Microsoft lançou também Wingdings 2, com predominância de símbolos numéricos e Wingdings 3, contendo exclusivamente setas diversas.

## Exemplo
ABCDEFGHIJKLMNOPQRSTUVWXYZ
abcdefghijklmnopqrstuvwxyz
1234567890
Alfabeto fonético:
ɪɡˈzɑːmpəl əv aɪpiːˈeɪ tɹɑːnˈskɹɪpʃən
Caracteres Árabes: العربية
.
Caracteres Hebraicos: 
עברית.
Caracteres cirílicos: 
Кирилица.
Caracteres germânicos: 
ÅÄÆÖØ åäæöøß.
Caracteres Gregos: 
Ελληνικά.
(se a fonte não estiver instalada em seu computador, ela será substituída por outra padrão.)

## Polêmica

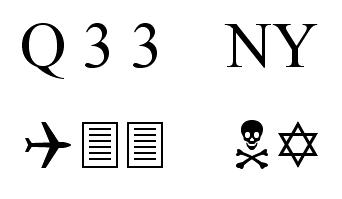
'Q33 NY' escrito em Wingdings

Há polêmicas desde o início na história de Wingdings. Em 1992, dias após o lançamento do Windows 3.1, foi descoberto que os caracteres "NYC" da Wingdings eram transformados em uma caveira, uma estrela de Davi e um sinal de positivo (NYC), que poderia ser interpretada como um sinal de aprovação a morte de judeus, comunidade bastante ligada a Nova Iorque. A Microsoft negou veementemente qualquer intenção por parte do fato, insistindo que era apenas uma coincidência.
Após os atentados de 11 de setembro de 2001, o boato adquiriu uma roupagem mais elaborada, afirmando que se a sequência "Q33NY" fosse digitada em Wingdings, o "Q" se transformaria em um avião, os "3" se tornariam um símbolo semelhante a dois edifícios, o "N" uma caveira e o "Y" a estrela de Davi (Q33NY). No entanto, se por um lado NY seria Nova Iorque, "Q33" deveria se referir ao número do voo que colidiu com as torres gêmeas.